# Zitilites (álbum de Kashmir)
Zitilites (pronunciado como "city-lights") es el cuarto álbum de estudio de Kashmir. Fue lanzado en 2003. Henrik Lindstrand se unió a la banda como miembro permanente de este álbum. "Rocket Brothers", "Surfing the Warm Industry" y "The Aftermath" fueron lanzados como singles y fueron todos un éxito en Dinamarca. "Rocket Brothers" fue un gran éxito en Dinamarca y Latinoamérica.

## Lista de canciones[3]
1. "Rocket Brothers" – 5:26 
3. "The Aftermath" – 4:22
4. "Ruby Over Diamond" – 3:09
5. "Melpomene" – 4:39
6. "The Push" – 4:46
7. "Ramparts" – 4:06
8. "Petite Machine" – 4:44
9. "The New Gold" – 3:40
10. "Big Fresh" – 5:11
11. "In the Sand" – 3:13
12."Small Poem of Old Friend" 6:04
13. "Zitilites"  4:01
14. "Bodmin Pill" – 3:59